# Mete Binay
Mete Binay (ur. 19 stycznia 1985 w Tokacie) – turecki sztangista, mistrz świata i brązowy medalista mistrzostw Europy.

## Kariera
Największy sukces w karierze osiągnął w 2010 roku, kiedy na mistrzostwach świata w Antalyi zdobył złoty medal w wadze lekkiej (do 69 kg). Pierwotnie w zawodach triumfował Chińczyk Liao Hui przed Rumunem Ninelem Miculescu, jednak obaj zostali zdyskwalifikowani za stosowanie dopingu. Ostatecznie obu zawodnikom odebrano medale, a złoto otrzymał Binay. Pozostałe miejsca na podium zajęli Rosjanin Armen Ghazarjan oraz Triyatno z Indonezji. W tym samym roku Turek zdobył też brązowy medal podczas mistrzostw Europy w Mińsku, plasując się za Miculescu i Rosjaninem Michaiłem Gobiejewem. W 2012 roku Binay wystartował na igrzyskach olimpijskich w Londynie, gdzie zajął szóste miejsce w wadze lekkiej. W 2020 roku wynik Binaya z Londynu został anulowany, a on sam zdyskwalifikowany po tym jak w jego organizmie wykryto doping.